# ランチタイムミュージック (文化放送)
ランチタイムミュージックは浜松町に文化放送が移転した2006年7月から毎週月・水・金曜日の12時から13時に文化放送のサテライトスタジオサテライトプラスで行われる公開イベントである。2008年以降、冬季期間(1月-3月)はイベントを休止している。2007年9月より超!A&G+でも放送され、再放送もある。2009年度より開催時間にサテライトプラスにて弁当販売を行うため終了した。

## 主な内容
「サテライトプラスLIVE」に出演するアーティストの楽曲やこれまでのヒット曲も紹介している。また、当日、会場に「アンケートボックス」が用意され、投稿できるようになっている。
- 近況トーク
- 浜松町で売れている人気商品の紹介
- ランチタイムにふさわしい音楽の紹介
- お便りの紹介

など。

## パーソナリティと番組名
開始当初はランチタイムミュージックトリーツのタイトルで文化放送のアナウンサー、主に文化放送の他番組のアシスタントの新人声優、A&Gアカデミー卒業者の司会により行われていた。2007年冬季には特別イベントが組まれた。
- 井澤詩織と吉田沙織のランチタイムミュージック
  - 井澤詩織と吉田沙織が担当していた。
- 樹元オリエwith山口勝平のランチタイムミュージック
  - 2007年4月から12月まで毎週水曜日、2008年4月から12月までは毎週金曜日に行われていた。樹元オリエと隔週で山口勝平が担当している。当パーソナリティの番組は当初よりBBQRでダイジェスト版が更新されている。
- 麻衣としゅがぁのランチタイムミュージック
  - 2007年7月から12月までと2008年4月から12月までは毎週月曜日に行われていた。棚橋麻衣と佐藤聡美が担当している。2人はKistyとしてランチタイムミュージックに出演したこともある。このコンビのみ、2008年1月から3月までの冬季中止期間中に、麻衣としゅがぁのまっしゅ☆Roomというタイトルで番組が続いていた。

## 超!A&G+での放送日・放送時間
2007年度
- 井澤詩織と吉田沙織のランチタイムミュージック
  - 本放送:2007年9月9日 - 12月30日の日曜日:16:00 - 17:00

（リピート放送:2007年9月10日 - 12月31日の月曜日:6:00 - 7:00）
- 樹元オリエwith山口勝平のランチタイムミュージック
  - 本放送:2007年9月8日 - 12月29日の土曜日:17:00 - 18:00

（リピート放送:2007年9月9日 - 12月30日の日曜日:7:00 - 8:00）
- 棚橋麻衣と佐藤聡美のランチタイムミュージック
  - 本放送:2007年9月8日 - 12月29日の土曜日:16:00 - 17:00

2008年度
- 麻衣としゅがぁのランチタイムミュージック
  - 本放送:2008年4月12日 - 12月27日の土曜日:16:00 - 17:00

（リピート放送:2008年4月13日 - 12月28日の日曜日:6:00 - 7:00）
- 樹元オリエwith山口勝平のランチタイムミュージック
  - 本放送:2008年4月13日 - 12月28日の日曜日:16:00 - 17:00

（リピート放送:2008年4月14日 - 12月29日の月曜日:6:00 - 7:00）

## 冬季期間休止の理由
冬季期間中、観覧者のいる屋外の気温が4月から12月に比べて低いため「ランチタイムミュージック」および「サテライトプラスLIVE」を休止している。

## 冬季期間中の放送枠
冬季期間中は上記の通り「ランチタイムミュージック」を休止しているため、BBQRと超!A&G+では以下の対応となっている。
- BBQR:配信を休止し、その期間はBBQRのラインナップからも除外される。
- 超!A&G+:基本的には「超!A&Gミュージック+プレミアム」が放送される。
- 佐藤聡美と棚橋麻衣のコンビのみ、2008年1月から3月まで同時間帯に「麻衣としゅがぁのまっしゅ☆Room」というタイトルで録音番組として継続していた。